# Ponzone
Ponzone (piemontiul: Ponson) település Olaszországban, Piemont régióban, Alessandria megyében. Lakosainak száma 1007 fő (2023. január 1.). Ponzone Cartosio, Cavatore, Grognardo, Molare, Morbello, Pareto, Sassello, Tiglieto, Urbe, Cassinelle, Malvicino és Montechiaro d’Acqui községekkel határos.

## Népesség
A település lakossága az elmúlt években az alábbi módon változott:
| Lakosok száma | 1010 | 1003 | 1007 |
|               | 2017 | 2018 | 2023 |